# ماريان أونغر
ماريان أونغر (بالألمانية: Marian Unger)‏ (11 نوفمبر 1983 في ألمانيا - ) هو لاعب كرة قدم ألماني في مركز حراسة المرمى. لعب مع كارل زايس يينا ونادي أوسنابروك ونادي ماغديبورغ وMSV Neuruppin ‏ وFSV Zwickau ‏ وSV Babelsberg 03 ‏.

## وصلات خارجية
- ماريان أونغر على موقع قاعدة بيانات كرة القدم.إي يو (الإنجليزية)
- ماريان أونغر على موقع بيانات كرة القدم. دي إي (الألمانية)
- ماريان أونغر على موقع عالم كرة القدم.نت (الإنجليزية)